# Min jul (album av Sanna Nielsen)
Min jul är ett julalbum med Sanna Nielsen, utgivet 4 november 2013.

## Låtlista
| 1.           | Auld Lang Syne                        | Robert Burns                                             | 2:59  |
| 2.           | Drummer Boy                           | Harry Simeone, Henry Onorati & Katherine Kennicott Davis | 3:30  |
| 3.           | Jul, jul, strålande jul               | Edvard Evers & Gustav Nordqvist                          | 3:20  |
| 4.           | Julen närmar sig                      | Joakim Ramsell & Sanna Nielsen                           | 3:20  |
| 5.           | Jingle Bells                          | James Pierpont                                           | 1:56  |
| 6.           | O Holy Night (Cantique de Noël)       | Adolphe Adam & Augustinus Kock                           | 4:37  |
| 7.           | Song for a Winter's Night             | Gordon Lightfoot                                         | 3:46  |
| 8.           | Viskar ömt mitt namn                  | Joakim Ramsell, Lotta Liljefjäll, Sanna Nielsen          | 3:23  |
| 9.           | Angel                                 | Sarah McLachlan                                          | 4:39  |
| 10.          | Vinternatten (In the Bleak Midwinter) | Christina Rossetti, Gustav Holst, Sanna Nielsen          | 3:09  |
| 11.          | Ave Maria                             | Franz Schubert & Sir Walter Scott                        | 4:58  |
| 12.          | Happy Xmas (War Is Over)              | Yoko Ono & John Lennon                                   | 4:00  |
| Total längd: | Total längd:                          | Total längd:                                             | 30.55 |

### Fotnoter
1. ↑  ”Min jul”. Sanna Nielsens webbplats. 26 februari 2014. Arkiverad från originalet den 21 februari 2014. https://web.archive.org/web/20140221225505/http://www.sannanielsen.se/min-jul/. Läst 10 februari 2014.